# 明治神宮野球大会 高校の部 (青森県勢)
明治神宮野球大会高校の部における青森県勢の成績について記す。

## 大会結果
| 大会             | 代表校                       | 試合結果 | 試合結果           | 備考        |
| ---------------- | ---------------------------- | -------- | ------------------ | ----------- |
| 1984年（第15回） | 弘前工（初出場）             | 1回戦    | ○ 5 - 0 滝         |             |
| 1984年（第15回） | 弘前工（初出場）             | 準決勝   | ● 5 - 10 松商学園  |             |
| 1986年（第17回） | 八戸工大一（初出場）         | 1回戦    | ● 5 - 21 帝京      | 7回コールド |
| 2008年（第39回） | 光星学院（初出場）           | 2回戦    | ● 2 - 4 慶応       |             |
| 2011年（第42回） | 光星学院（3年ぶり2回目）     | 2回戦    | ○ 11x - 8 神村学園 |             |
| 2011年（第42回） | 光星学院（3年ぶり2回目）     | 準決勝   | ○ 7 - 0 鳥取城北   | 8回コールド |
| 2011年（第42回） | 光星学院（3年ぶり2回目）     | 決勝     | ○ 6 - 5 愛工大名電 |             |
| 2013年（第44回） | 八戸学院光星（2年ぶり3回目） | 2回戦    | ● 1 - 5 今治西     |             |
| 2015年（第46回） | 青森山田（初出場）           | 2回戦    | ○ 4 - 3 東邦       |             |
| 2015年（第46回） | 青森山田（初出場）           | 準決勝   | ● 5 - 8 敦賀気比   |             |
| 2018年（第49回） | 八戸学院光星（5年ぶり4回目） | 1回戦    | ○ 7 - 3 東邦       |             |
| 2018年（第49回） | 八戸学院光星（5年ぶり4回目） | 2回戦    | ● 6 - 9 高松商     |             |
| 2023年（第54回） | 青森山田（8年ぶり2回目）     | 2回戦    | ● 2 - 3 星稜       |             |